# Beate Paetow
Beate Paetow (née Pahlitzsch) (Leipzig, 8 april 1961) is een voormalig volleyballer en beachvolleyballer uit Duitsland. Ze werd op het strand Europees kampioen in 1995.

## Carrière
Paetow begon met volleybal in haar thuisstad waar ze tot 1990 voor SC Leipzig uitkwam. Na de Duitse eenwording speelde ze tot 1996 in de Bundesliga achtereenvolgens bij Hamburger SV, VG Alstertal-Harksheide en 1. VC Vechta. Als beachvolleyballer won ze met Martina Schwarz de eerste twee edities van de Duitse kampioenschappen in 1992 en 1993. In 1994 debuteerde ze met Cordula Borger in de FIVB World Tour; het duo kwam bij drie toernooien tot een zevende plaats in Carolina. Het jaar daarop deden ze mee aan negen mondiale toernooien met een zevende (Brisbane) en twee negende plaatsen (Osaka en Espinho) als resultaat. Het tweetal won in Saint-Quay-Portrieux bovendien de Europese titel ten koste van het Noorse duo Merita Berntsen en Ragni Hestad en werd in eigen land vice-kampioen. In 1996 speelde Paetow twee wedstrijden met Sabine Nasarow waarbij ze niet verder kwam dan een dertiende plaats in Maceió.

## Palmares
Kampioenschappen beachvolleybal
- 1992:  NK
- 1993:  NK
- 1995:  NK
- 1995:  EK